# Санту-Антониу-дуз-Оливайш
Санту-Антониу-дуз-Оливайш (порт. Santo António dos Olivais) — район (фрегезия) в Португалии, входит в округ Коимбра. Является составной частью муниципалитета Коимбра. Находится в составе крупной городской агломерации Большая Коимбра. По старому административному делению входил в провинцию Бейра-Литорал. Входит в экономико-статистический субрегион Байшу-Мондегу, который входит в Центральный регион. Население составляет 39 516 человек на 2001 год. Занимает площадь 19,13 км².